# Congrès international des mathématiciens de 1982
 (septembre 2021).
Si vous disposez d'ouvrages ou d'articles de référence ou si vous connaissez des sites web de qualité traitant du thème abordé ici, merci de compléter l'article en donnant les références utiles à sa vérifiabilité et en les liant à la section « Notes et références ».
 (novembre 2024).
Le Congrès international des mathématiciens de 1982 s'est tenu à Varsovie, en Pologne, du 16 août au 24 août 1983. 
Il y avait 2400 membres ordinaires enregistrés et environ 150 personnes accompagnantes de plus de 60 pays. 

## Changement d'année
La recommandation de tenir le Congrès international des mathématiciens de 1982 à Varsovie a été faite par l'Union mathématique internationale lors du Congrès international des mathématiciens de 1978 en août 1978. La décision finale a été prise quelques jours plus tard lorsque le Congrès, lors de sa séance de clôture, a accepté le invitation à Varsovie, faite par le professeur Kazimierz Urbanik au nom du Comité national polonais pour les mathématiques.
Au début de 1982, en raison des événements en Pologne, la question de la tenue du Congrès à Varsovie a été soulevée et discutée à nouveau. 
En avril 1982, le Comité exécutif de l'Union mathématique internationale, considérant les perspectives scientifiques de l'Congrès international des mathématiciens de 1982 à l'époque, a décidé de reporter d'un an le Congrès de Varsovie. Dans le même temps, le Comité Exécutif a décidé de tenir l'Assemblée Générale de l'Union mathématique internationale à Varsovie, comme prévu précédemment, en août 1982. La question du Congrès de Varsovie a été largement débattue lors de cette réunion. Finalement, en novembre 1982, le comité exécutif de l'IMU a finalement confirmé l'organisation de l'Congrès international des mathématiciens de 1982 à Varsovie en août 1983.

## Programme scientifique
Le programme scientifique était sous la responsabilité de l'Union mathématique internationale, agissant par le biais du Comité consultatif, dont les membres étaient les professeurs JP Serre (président), Michael Atiyah, Bogdan Bojarski, William Browder, Zbigniew Ciesielski, Pierre Deligne, Ludvig Faddeev, Stanislaw Lojasiewicz et Shmuel Winograd. Le comité a été créé en 1979 et en juin 1980 a décidé de diviser le programme mathématique en 19 sections et a nommé les noyaux des panels pour ces sections. Les panels ont finalement été mis en place et ont soumis leurs suggestions avant l'été 1981. Compte tenu de ces suggestions ainsi que des suggestions reçues de certains Comités nationaux, le Comité consultatif a sélectionné en octobre 1981 16 mathématiciens pour donner des discours d'une heure en plénière et 137 pour donner 40- adresses minute dans les sections. D'autres noms ont été ajoutés plus tard, trois après que l'on eut appris que l'ICM-82 avait été reporté. Toutes les personnes invitées à prononcer les discours en plénière et 129 de celles invitées à intervenir dans les sections ont accepté l'invitation. Sur le nombre total de 145 orateurs potentiels, 110 étaient présents au Congrès, dont 13 orateurs pléniers. Les manuscrits de 5 orateurs absents ont été lus lors du Congrès.

## Cérémonie d'ouverture
La cérémonie d'ouverture a eu lieu dans la salle des congrès du Palais de la Culture le 16 août 1983 à 9h30. 

## Cérémonie de clôture
Les cérémonies de clôture ont eu lieu dans la salle des congrès du Palais de la Culture le 24 août 1983 à 12h15.